# A Peach and a Pair
A Peach and a Pair è un cortometraggio muto del 1915 sceneggiato e diretto da  Al Christie. Prodotto dalla Nestor e distribuito dall'Universal Film Manufacturing Company, aveva come interpreti Eddie Lyons, Lee Moran e Victoria Forde.

## Produzione
Il film fu prodotto dalla Nestor Film Company di David Horsley.

## Distribuzione
Distribuito dall'Universal Film Manufacturing Company, il film - un cortometraggio a una bobina - uscì nelle sale cinematografiche statunitensi il 22 giugno 1915. Il 29 giugno, fu distribuito anche in Canada. Nel Regno Unito, la Transatlantic (The Trans-Atlantic Film Co. Ltd.), lo distribuì il 7 ottobre 1915.